# Medvědí rozhledy
Medvědí rozhledy este o arie protejată (arie specială de conservare — SAC, sit de importanță comunitară — SCI) din Republica Cehă întinsă pe o suprafață de 1,62 ha, integral pe uscat.

## Localizare
Centrul sitului Medvědí rozhledy este situat la coordonatele 50°04′40″N 12°41′03″E / 50.077778°N 12.684167°E.

## Înființare
Situl Medvědí rozhledy a fost declarat sit de importanță comunitară în aprilie 2005 pentru a proteja 1 specie de plante. Situl a fost protejat și ca arie specială de conservare în iulie 2012.

## Biodiversitate
Situată în ecoregiunea continentală, aria protejată nu include niciun habitat protejat.
La baza desemnării sitului se află o specie protejată de  plante: Asplenium adulterinum.